# Arnaudina manaosensis
Arnaudina manaosensis är en svampart som först beskrevs av G. Arnaud, och fick sitt nu gällande namn av Alessandro Trotter 1931. Arnaudina manaosensis ingår i släktet Arnaudina, divisionen sporsäcksvampar och riket svampar.   Inga underarter finns listade i Catalogue of Life.